# باسيل باين
باسيل باين (بالإنجليزية: Basil Payne)‏ هو شاعر أيرلندي، ولد في 23 يونيو 1923، وتوفي في 6 يناير 2012.